# Manolzweiler

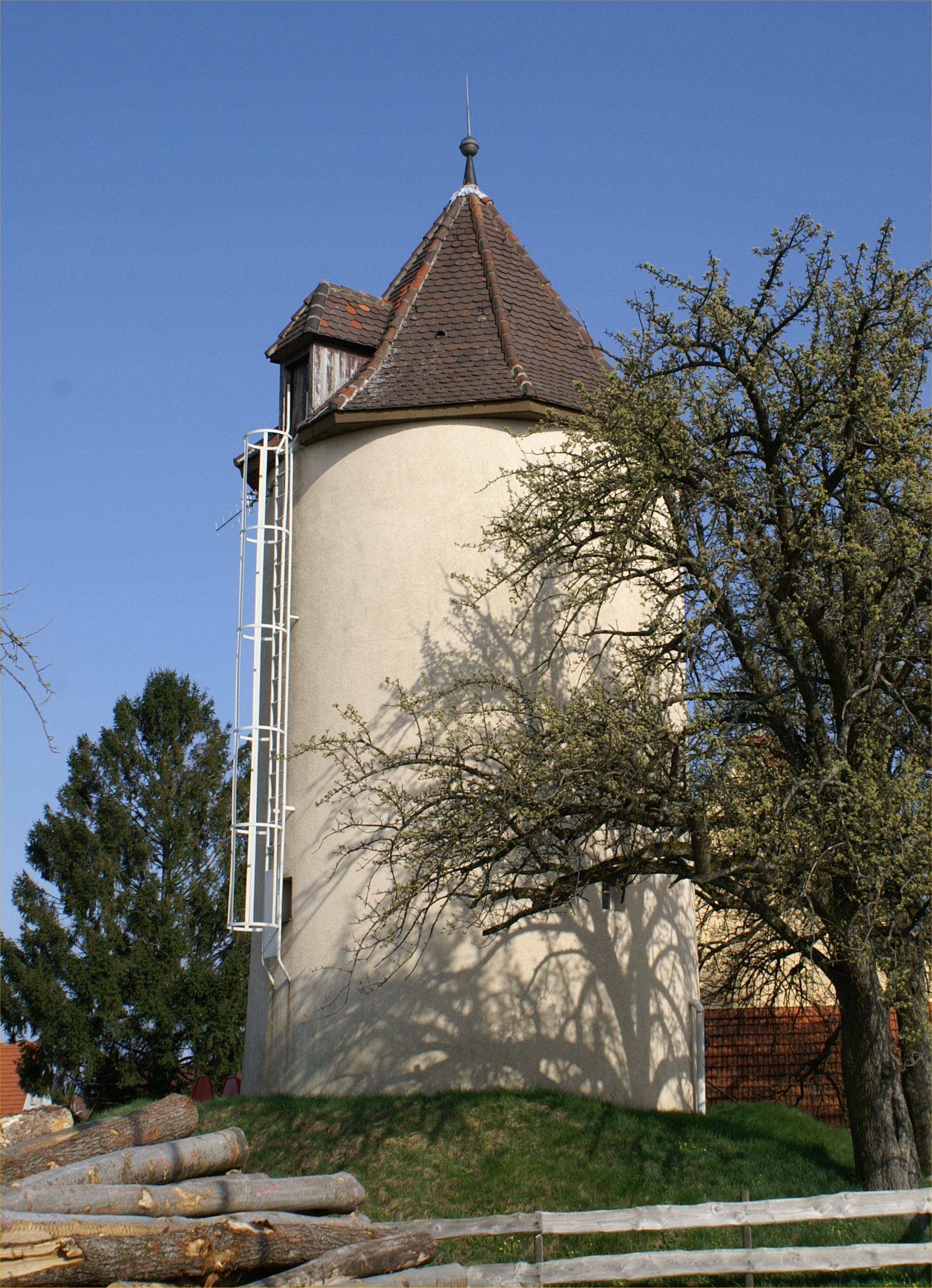
Wasserturm in Manolzweiler

Manolzweiler ist Teilort der Gemeinde Winterbach im Rems-Murr-Kreis (Baden-Württemberg) mit 161 Einwohnern (Stand 31. Dezember 2022). Der Ort liegt auf ungefähr 470 m Höhe über NHN im Schurwald auf der schmalen, aussichtsreichen Hochfläche eines in Ost-West-Richtung ziehenden Lias-Rückens, dem Goldboden, etwa 3 km südwestlich von Winterbach und 3 km östlich von Weinstadt-Schnait.
Für die Gemeinderatswahl bildet der Ortsteil Manolzweiler einen Wohnbezirk im Sinne der baden-württembergischen Gemeindeordnung für die Unechte Teilortswahl.

## Geschichte

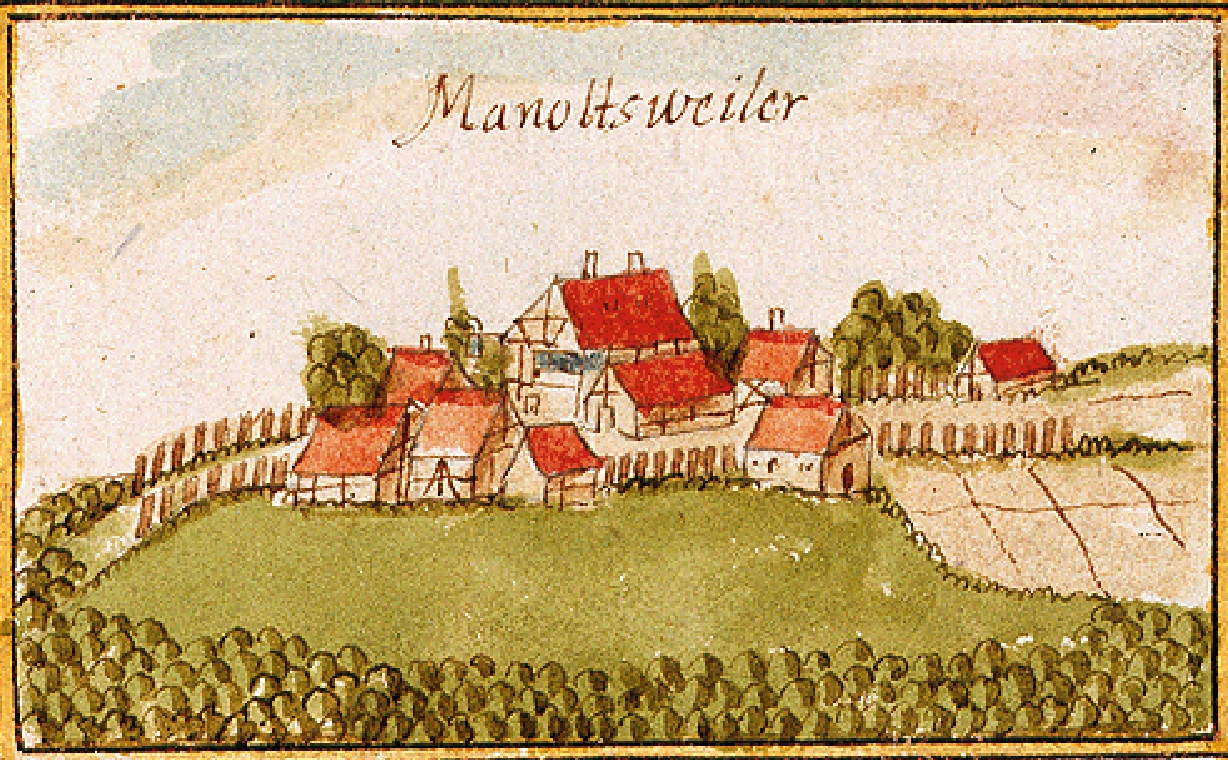
Manolzweiler um 1685 (Kiesersche Forstkarte)

Jungsteinzeitliche Funde bestätigen eine lange Siedlungskontinuität auf der fruchtbaren Hochfläche. Manolzweiler (ursprünglich Manetzwiler, wahrscheinlich nach einem Lokator namens Manolf) wurde erstmals um 1400 in einem württembergischen Lagerbuch erwähnt. Die Ortsgründung, die vermutlich, aber urkundlich nicht fassbar noch im Hochmittelalter vom Winterbacher Königshof aus erfolgte, stand sicherlich in Zusammenhang mit der Lage an einem alten Verkehrsweg, der vom Remstal bei Beutelsbach über Manolzweiler und den Schurwald in das Filstal bei Uhingen führte.
Besitz des Esslinger Spitals im Ort wird 1413 erwähnt. Württembergische Güter und Rechte gelangten 1466 als Erstausstattung an das von Graf Ulrich gestiftete nahe Kloster Engelberg, das 1468 weiteren Besitz vor Ort von einem Esslinger Bürger erwarb. Nach Aufhebung des Klosters 1538 gehörte Manolzweiler bis 1938 zum Oberamt (ab 1934 Kreis) Schorndorf. 1562 war Manolzweiler in vier erbliche Lehen geteilt, die bis 1692 im Wesentlichen unverändert blieben und deren Einteilung noch heute im Ortsbild nachvollziehbar ist. Der bereits 1628 urkundlich erwähnte Gasthof Hirsch diente lange als Poststation an der ins Filstal führenden Straße; bis heute sind die Anbindevorrichtungen für die Pferde erhalten.

## Persönlichkeiten
- Peter-Andreas Mothes (1935–2008), deutscher Kunstmaler und Kunstlehrer, lebte in Manolzweiler